# Jacob Joseph Winterl
Jacob Joseph Winterl (o József Jakab, o Joseph Jacob Winterl (15 de abril de 1739, Steyr - 1809, Budapest) fue un químico y botánico húngaro.
Enseña Química y Botánica en la Universidad de Nagyszombat, y luego en la de Pest. Dirige igualmente el jardín botánico de Buda.

## Obra
- . Dissertatio inaug. medica proponens in flammationis theoriam novam. Bécs, 1767

- . Specimen medicum exhibens synopsim reptilium emendatum cum experimentis circa venena et antidota reptilium austriacorum. Bécs. 1768

- . De metallis dubiis. Bécs, 1770

- . Systema artis pharmaceuticae in novo Tyrnaviensi laboratorio quotannis experimentis demonstrandi. Nagyszombat, 1772

- . Systematis chemici ex demonstrationibus. Nagyszombat, 1773

- . Flora Tyrnaviensis. Nagyszombat, 1774-48

- . Index horti botanici Tyrnav. Nagyszombat, 1775

- . Methodus analyticus agrarum mineralium. Bécs & Buda, 1781. 2ª ed. Nagyszombat, 1784

- . Monatliche Früchte einer gelehrten Gesellschaft in Hungarn. Brachmonat 1784. Pest, 1784.

- . Index secundus horti botanici Universitatis, quae Pestini (Név nélkül). Pest, 1788. 1802

- . Die Kunst, Blutlauge und mehrere zur Blaufärberei dienliche Materialien im Grossen zu bereiten und solche zur Blaufärberei anzuwenden. Bécs, 1790

- . Über das Brownische System. Buda, 1798

- . Prolusiones ad chemiam seculi decimi noni. Buda, 1800. Accessiones novas ad chemiam saeculi decimi noni. Buda, 1803

- . De aqua soteria thermarum Budensium. Buda, 1804

- . Darstellung der vier Bestandtheile der anorganischen Natur... Jéna, 1804
- La abreviatura «Winterl» se emplea para indicar a Jacob Joseph Winterl como autoridad en la descripción y clasificación científica de los vegetales.[1]